# Strandhibiskus
Strandhibiskus (Talipariti tiliaceum) är en städsegrönt träd ur familjen malvaväxter från stränder runt Stilla havet och Indiska oceanen. Odlas på många håll i tropikerna som prydnadsväxt. Kan odlas i stora krukor och är lämplig för bonsai. 
Städsegrönt träd 8-12 (-20) m som kan bli nästan lika brett. Blad hjärtlika, mörkt gröna och läderartade, 7-20 (-30) cm långa. Blommorna ensamma eller i små samlingar i toppen av skotten, de är vanligen något nickande, 10-15 cm i diameter, gula med eller utan mörkt karmosinröd basfläck, åldras senare till blekt orange eller rödaktiga och håller ett dygn. Blommar större delen av året.

## Odling
Odlas i näringsrik jord som hålls jämnt fuktig året om. Solig placering och hög luftfuktighet är viktigt. Tål inte låga temperaturer.
Kan förökas med frön eller sticklingar. Fröna bör läggas i blöt ca 24 timmar innan sådd.

## Synonymer
- Hibiscus arboreus Desv. ex Ham., 1825
- Hibiscus bracteosus de Candolle, 1824
- Hibiscus fragrantissimus Sessé & Moç., 1889
- Hibiscus pernambucensis Arruda, 1810
- Hibiscus tiliaceus L., 1753
- Hibiscus tiliaceus f. immaculatus (O.Deg. & Greenwell) H.St.John,
- Hibiscus tiliaceus var. pernambucensis (Arruda) I.M.Johnst., 1949
- Pariti pernambucense (Arruda) G.Don, 1831
- Paritium tiliaceum (L.)  A.St.-Hil.
- Pariti tiliaceum (L.) A.Juss., 1825
- Pariti tiliaceum f. immaculatum O.Deg. & Greenwell, 1956